# ماری کارمن ایزکویردو
ماری کارمن ایزکویردو (اسپانیایی: Mari Carmen Izquierdo‎; ۲۲ فوریهٔ ۱۹۵۰ – ۳۰ ژوئیهٔ ۲۰۱۹) روزنامه‌نگار اهل اسپانیا بود.
او با روزنامه های Marc و Informaciones همکاری کرده‌بود  و دستیار مدیر مجله Gráfico Deportivo بود